# Димитър Гериловски
Димитър Вълчинов Гериловски е български химик органик.

## Биография
Роден е на 13 април 1864 г. във Върбица. През 1891 г. завършва в Априловската гимназия в Габрово, а през 1898 г. – Химия в университета в Цюрих. В 1891 – 1892 г. преподава във Висшето училище в София. От 1892 г. е член на Химическото дружество в Берлин. През 1895 – 1898 г. специализира при Артур Ханч във Вюрцбург, Германия и защитава докторат за изследванията си върху изомерията на диазотатите, прилагайки нови физични методи на анализ. Работи като учител в София и в Русе. Той въвежда изучаването на електролитната дисоциация в средните училища в България. През 1898 г. пише научния труд „Върху диазониевите безолсулфонови киселини и образуваните от тях стереоизомерни диазотати“ на немски език. Умира на 16 декември 1927 г.